# 美獅子魚
美獅子魚，為輻鰭魚綱鮋形目杜父魚亞目獅子魚科的其中一種，分布於東北太平洋區，從白令海東南部至美國加州蒙特利灣海域，棲息深度9-183公尺，為底棲性魚類，體長可達25公分，生活在沙泥底質海域，屬肉食性，以甲殼類、多毛類等為食，生活習性不明。

## 擴展閱讀
維基物種上的相關：美獅子魚